# Совєтське (Куртамиський округ)
Совє́тське (рос. Советское) — село у складі Куртамиського округу Курганської області, Росія.
Населення — 1096 осіб (2010, 1279 у 2002).
Національний склад станом на 2002 рік:
- росіяни — 92 %